# Litigante (película)
Litigante es una película dramática producida entre Colombia y Francia, estrenada en 2019. Dirigida por Franco Lolli y protagonizada por Vladimir Durán, Leticia Gómez, Carolina Sanín y Alejandra Sarria, hizo parte de la Semana de la Crítica en el Festival de Cannes en 2019 y participó en otros importantes festivales a nivel nacional e internacional. En 2021 ganó el premio a mejor guion original en los Premios Macondo, entregados por la Academia Colombiana de Artes y Ciencias Cinematográficas.

## Sinopsis
Una madre soltera vive un completo vía crucis: no puede descuidar a su madre durante su lucha contra el cáncer mientras se enfrenta a un escándalo de corrupción en su trabajo.

## Reparto
- Vladimir Durán
- Leticia Gómez
- Carolina Sanín
- Alejandra Sarria

## Recepción
La película ha cosechado reseñas positivas por la crítica especializada. Fionnuala Halligan de Screendaily afirmó: "Litigante está rodada de forma muy atractiva... un juego de sombras proporciona un sentido más profundo de lo que ya es una historia bien estructurada". Bénédicte Prot de Cineuropa se refirió a la película de la siguiente manera: "Lolli trabaja en dos terrenos con una gran carga emocional".
Luego de su paso por el Festival Fine Arts de República Dominicana, Litigante se alzó con el premio a la mejor interpretación femenina para la actriz colombiana Carolina Sanín.